# 팔라브라 데 무헤르
《팔라브라 데 무헤르》(스페인어: Palabra de mujer)은 2007년 방영된 멕시코의 텔레노벨라이다.